# Liste der Kirchengebäude im Dekanat Rosenheim
Die Liste der Kirchengebäude im Dekanat Rosenheim listet die Kirchengebäude im Dekanat Rosenheim  im Erzbistum München und Freising, welches 2024 aus den vorherigen Dekanaten Bad Aibling, Chiemsee, Inntal, Rosenheim (alt) und Wasserburg gebildet wurde.

## Liste

### Ehemaliges Dekanat Wasserburg
| Bild | Pfarrkirche                               | Ort                                                                                     | Patrozinium         | Pfarrverband                                             | Nebenkirchen und Kapellen | Orden | Anmerkungen |
| ---- | ----------------------------------------- | --------------------------------------------------------------------------------------- | ------------------- | -------------------------------------------------------- | --- | ----- | ----------- |
|      | Pfarrkirche St. Nikolaus                  | Albaching Liste der Baudenkmäler in Albaching                                           | Nikolaus            | Albaching - Pfaffing an der Attel                        | |       |             |
|      | Pfarrkirche St. Rupertus (Amerang)        | Amerang Liste der Baudenkmäler in Amerang                                               | Rupert von Salzburg | Amerang - Evenhausen - Schonstett                        | Filialkirche St. Bartholomäus in Kirchensur Filialkirche St. Petrus in Meilham Pfarrkirche St. Stephan in Stephanskirchen (?!) |       |             |
|      | Pfarrkirche St. Michael vom Kloster Attel | Attel (Wasserburg am Inn) in Wasserburg am Inn                                          | Michael             | Edling - Rieden - Reitmehring                            | |       |             |
|      | Pfarrkirche St. Martin                    | Babensham Liste der Baudenkmäler in Babensham                                           | Martin              | Babensham - Eiselfing                                    | Wallfahrtskapelle Frauenbrünnl in Holzwimm Filialkirche St. Peter in Kirchloibersdorf Lourdeskapelle in Kling Filialkirche St. Ulrich in Odelsham Filialkirche St. Jakobus der Ältere in Schönberg Filialkirche St. Ulrich in Stadlern Filialkirche St. Pauli Bekehrung in Titlmoos Filialkirche St. Johann Baptist in Tötzham |       |             |
|      | Pfarrkirche St. Cyriacus                  | Edling Liste der Baudenkmäler in Edling                                                 | Cyriacus            | Edling - Rieden - Reitmehring                            | |       |             |
|      | Pfarrkirche St. Rupertus                  | Eiselfing Liste der Baudenkmäler in Eiselfing                                           | Rupert von Salzburg | Babensham - Eiselfing                                    | Filialkirche Hl. Kreuz in Aham Kapelle St. Laurentius in Freiham Ortskapelle in Hebertsham |       |             |
|      | Pfarrkirche St. Peter                     | Evenhausen in Amerang                                                                   | Simon Petrus        | Amerang - Evenhausen - Schonstett                        | |       |             |
|      | Pfarrkirche St. Johannes Baptist          | Griesstätt Liste der Baudenkmäler in Griesstätt                                         | Johannes Baptist    | Griesstätt - Ramerberg - Rott am Inn                     | Klosterkirche St. Peter und Paul in Altenhohenau Filialkirche St. Georg in Berg Filialkirche Maria Schnee in Holzhausen Lourdeskapelle in Kolbing Lourdeskapelle in Laiming Feldkapelle in Viehhausen Votivkapelle in Weichselbaum                                                                                             |       |             |
|      | Pfarrkirche St. Katharina                 | Pfaffing (Landkreis Rosenheim) Liste der Baudenkmäler in Pfaffing (Landkreis Rosenheim) | Katharina           | Albaching - Pfaffing an der Attel                        | Filialkirche Hl. Kreuzauffindung in Ebrach Filialkirche St. Peter und Paul in Rettenbach Filialkirche St. Margaretha in Unterübermoos |       |             |
|      | Pfarrkirche St. Leonhard                  | Ramerberg Liste der Baudenkmäler in Ramerberg                                           | Leonhard            | Griesstätt - Ramerberg - Rott am Inn                     | |       |             |
|      | Pfarrkirche                               | Reitmehring in Wasserburg am Inn                                                        |                     | Edling - Rieden - Reitmehring                            | |       |             |
|      | Pfarrkirche St. Peter                     | Rieden (Soyen) in Soyen                                                                 | Simon Petrus        | Edling - Rieden - Reitmehring                            | Filialkirche St. Laurentius in Zell |       |             |
|      | Pfarrkirche St. Marinus und Anianus       | Rott am Inn Liste der Baudenkmäler in Rott am Inn                                       | Marinus und Anianus | Griesstätt - Ramerberg - Rott am Inn                     | Herz-Jesu-Kapelle in Arbing Filialkirche Unsere Liebe Frau in Feldkirchen Kapelle in Meiling Kapelle in Wurzach |       |             |
|      | Wallfahrtskirche St. Leonhard am Buchat   | St. Leonhard am Buchat in Babensham                                                     | Leonhard            | St. Leonhard am Buchat - Schnaitsee - Waldhausen         | |       |             |
|      | Pfarrkirche Mariä Himmelfahrt             | Schnaitsee Liste der Baudenkmäler in Schnaitsee                                         | Mariä Himmelfahrt   | St. Leonhard am Buchat - Schnaitsee - Waldhausen         | Kirche St. Anna in Schnaitsee Kirche St. Nikolaus in Berg Kirche St. Magdalena in Kirchstätt |       |             |
|      | Pfarrkirche St. Johann Baptist            | Schonstett Liste der Baudenkmäler in Schonstett                                         | Johann Baptist      | Amerang - Evenhausen - Schonstett                        | Wegkapelle in Wölkham |       |             |
|      | Pfarrkirche St. Martin                    | Waldhausen (Schnaitsee)                                                                 | Martin              | St. Leonhard am Buchat - Schnaitsee - Waldhausen         | |       |             |
|      | Pfarrkirche St. Jakob                     | Wasserburg am Inn                                                                       | Jakob               | Wasserburg St. Jakob - St. Konrad von Parzham - Gabersee | Anstaltskirche St. Raphael in Gabersee Leprosenkapelle St. Achatius |       |             |
|      | Pfarrkirche St. Konrad von Parzham        | Wasserburg am Inn                                                                       | Konrad von Parzham  | Wasserburg St. Jakob - St. Konrad von Parzham - Gabersee | |       |             |